# Lijst van voetbalinterlands Bahrein - Sri Lanka (vrouwen)
Deze lijst van voetbalinterlands is een overzicht van alle officiële voetbalinterlands tussen de nationale vrouwenteams van Bahrein en Sri Lanka. De landen hebben tot nu toe drie keer tegen elkaar gespeeld.

## Wedstrijden
| № | Plaats | Datum            | Competitie        | Wedstrijd           | Uitslag |
| - | ------ | ---------------- | ----------------- | ------------------- | ------- |
| 1 | Manama | 17 december 2018 | Vriendschappelijk | Bahrein − Sri Lanka | 5 − 0   |
| 2 | Manama | 20 december 2018 | Vriendschappelijk | Bahrein − Sri Lanka | 2 − 0   |
| 3 | Manama | 23 december 2018 | Vriendschappelijk | Bahrein − Sri Lanka | 2 − 1   |

## Samenvatting
| Competitie        | Totaal gespeeld | Winst Bahrein | Gelijk | Winst Sri Lanka | Doelsaldo Bahrein – Sri Lanka |
| ----------------- | --------------- | ------------- | ------ | --------------- | ----------------------------- |
| Vriendschappelijk | 3               | 3             | 0      | 0               | 9 − 1                         |
| Totaal            | 3               | 3             | 0      | 0               | 9 − 1                         |